# Drosophila capitata
Drosophila capitata este o specie de muște din genul Drosophila, familia Drosophilidae, descrisă de Hardy în anul 1965. Conform Catalogue of Life specia Drosophila capitata nu are subspecii cunoscute.